# Diócesis de Clonmacnoise
La diócesis de Clonmacnoise o de Clonmacnois (en latín: Dioecesis Cluanensis, en inglés: Diocese of Clonmacnoise y en irlandés: Deoise Chluain Mhic Nóis) fue una circunscripción eclesiástica de la Iglesia católica en Irlanda. Se trataba de una diócesis latina, sufragánea de la arquidiócesis de Tuam. Fue suprimida el 7 de agosto de 1756 y unida a la diócesis de Ardagh como diócesis titular. Desde el 5 de abril de 2023 su obispo titular es Paul Connell.

## Territorio y organización
La diócesis extendía su jurisdicción sobre los fieles católicos de rito latino residentes en el área del condado de Offaly.
La sede de la diócesis se encontraba en el monasterio de Clonmacnoise, en donde existen las ruinas de la catedral destruida en 1552.

## Historia
La diócesis tiene sus orígenes en el monasterio de Clonmacnoise, fundado por san Ciarano, discípulo de san Finnian, entre 544 y 548. El monasterio estaba situado a orillas del río Shannon, cerca de la actual ciudad de Athlone.
En Irlanda se desarrolló una organización eclesiástica singular, comparable solo a las Iglesias entonces contemporáneas de Escocia y Gales, basada no en diócesis, como en el continente europeo, sino que en monasterios. El monasterio de Clonmacnoise también tenía jurisdicción territorial, que incluía otros monasterios afiliados a los cuales estaban sujetos los fieles que vivían en las tierras dependientes de estos. A la cabeza de este distrito monástico se encontraba el abad, quien, debido a la separación del poder de orden y el de jurisdicción (una peculiaridad típica de este sistema), no era necesariamente obispo. Era responsable del gobierno de los monjes y laicos que se le confiaban, y si no era obispo, contaba con la asistencia de un monje subordinado a él, quien era consagrado obispo para las necesidades espirituales y litúrgicas y para las ordenaciones sacerdotales.
La abadía de Clonmacnoise también se convirtió en sede episcopal, aunque no todos sus abades eran obispos. A partir del siglo XII la Iglesia irlandesa inició un proceso de reforma para adaptarse al sistema diocesano imperante en el continente. Clonmacnoise no aparece en el Sínodo de Ráth Breasail de 1111, mientras que sí aparece mencionada en el posterior Sínodo de Kells de 1152 entre las diócesis sufragáneas de la arquidiócesis de Tuam.
El complejo monástico de Clonmacnoise, que entre sus diversas estructuras incluía ocho iglesias, conoció su período de mayor prosperidad entre los siglos VIII y XII: se convirtió en un renombrado centro cultural y destino de peregrinaciones de toda Irlanda; las personalidades más importantes de la isla (reyes y arzobispos), pero también los simples creyentes deseaban ser enterrados en el cementerio del monasterio.
La catedral original, como atestigua el Chronicon Scotorum, fue construida en 909 por Flann Sianna, rey de Tara, y el abad Colmán. Posteriormente sufrió diversas reformas y se convirtió en un lugar de enterramiento predilecto para los grandes de Irlanda, entre ellos Rory O'Connor, el último gran rey de Irlanda, quien fue enterrado cerca del altar en 1198.
A partir del siglo XII comenzó un período de decadencia lenta pero inexorable. Atacado y destruido decenas de veces a lo largo de cuatro siglos, sufrió su devastación final después de que los ocupantes ingleses impusieran la Reforma protestante y proscribieran el catolicismo también en Irlanda. En 1552, la guarnición inglesa estacionada en Ath Luain atacó el complejo, pasándolo a sangre y fuego, pero solo después de haberlo despojado por completo de todo lo que se pudiera llevar, incluyendo el mobiliario, los bancos y las vidrieras de las iglesias.
Tras la destrucción del monasterio y su reducción a ruinas, la diócesis también fue abolida por una ley del Parlamento inglés del 23 de febrero de 1568, que la unió a la de Meath. Si bien esta disposición carecía de valor eclesiástico, la difícil situación de la Iglesia católica en Irlanda después del siglo XVI dificultó, si no imposibilitó, el nombramiento de un obispo para Clonmacnoise; solo se nombraron cuatro obispos entre 1568 y 1729, siendo el último Stephen MacEgan. Generalmente, eran los obispos de Meath quienes administraban la diócesis durante los largos períodos de sede vacante.
En 1729 se decidió fusionar la diócesis de Clonmacnoise con la diócesis de Ardagh, que se encontraba en situación de pobreza. La unión se hizo efectiva tras la muerte de Stephen MacEgan, obispo de Meath, cuando Augustine Cheevers, obispo de Ardagh, quien administraba la diócesis de Clonmacnoise en nombre del obispo de Meath, fue transferido a la misma sede que Meath el 7 de agosto de 1756 y Anthony Blake fue nombrado primer obispo de la sede unida de Ardagh y Clonmacnoise el 11 de agosto de 1756.

### Diócesis titular
Desde probablemente el 11 de agosto de 1756 Clonmacnoise figura entre las sedes episcopales titulares de la Iglesia católica como diócesis de Clonmacnoise o de Clonmacnois. La sede está unida permanentemente a la diócesis de Ardagh. Desde el 5 de abril de 2023 su obispo es Paul Connell.

## Episcopologio

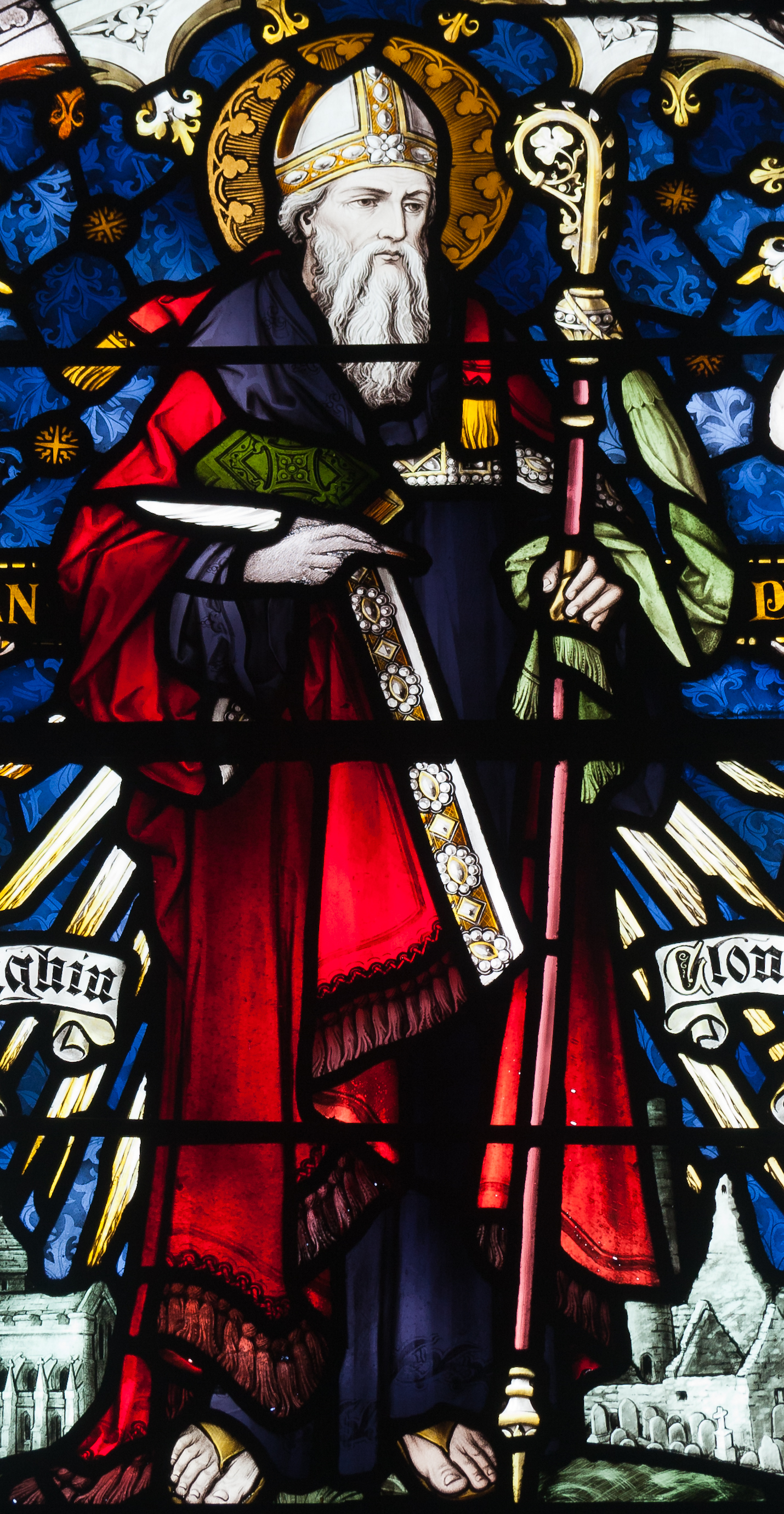
San Ciarano, primer obispo de Clonmacnoise

- San Ciarano † (?-9 de septiembre de 549 falleció)
- Tigernach † (?-4 abril de 550 falleció)
- Angus † (?-570 falleció)
- Baistanus MacCormac † (?-1 de marzo de 663 falleció)
- Maeldarius † (?-886 falleció)
- Corprey Crom † (886-6 de marzo de 899 falleció)
- Colman MacAilild † (?-7 de febrero de 924 falleció)
- Donagh † (?-935 falleció)
- Donagh MacEgarty † (?-950 falleció)
- Cormac O'Killeen † (?-964 falleció)
- Tuathall † (?-969 falleció)
- Dunchad O'Bravin † (?-circa 974 renunció)
- Moël-Poile † (?-994 falleció)
- Flaithbertach MacLoingry † (?-1038 falleció)
- Ectigern O'Ergain † (?-1052 falleció)
- Ailild O'Harretaigh † (?-1070 falleció)
- O'Malone † (?-1079 falleció)
- Christian O'Hectigern † (?-1103 falleció)
- Moreigh O'Moyledowne † (?-1105 falleció)
- Gilla Christian O'Malone † (mencionado en 1110)
- Dumnald O'Dubhai † (1127-1136 o 1137 falleció)
- Moriertach O'Melider † (antes de 1152-antes de 1188 renunció)
- Tigernach O'Malvoin †
- Mureach O'Muirechan † (?-1213 falleció)
- Edan O'Mailly † (?-1220 falleció)
- Mulrony O'Modein † (1220-1230 falleció)
- Hugh O'Malone † (1230-1236 falleció)
- Elias † (1236-1236 renunció)
- Thomas Fitz-patrick † (18 abril de 1236-1252 falleció)
- Thomas O'Quin, O.F.M. † (26 de noviembre de 1252-1279 falleció)
- Gilbert † (julio de 1281-1289 renunció)
- William O'Duffy, O.F.M. † (1290-1297 falleció)
- William O'Findan † (1298-circa 1300 falleció)
- Donald O'Brien, O.F.M. † (4 abril de 1303-?)
- Lewis O'Daly † (?-1337 falleció)
- Henry, O.P. † (1337-? falleció)
- Simon, O.P. † (11 de mayo de 1349-18 de diciembre de 1349 nombrado obispo de Derry)
- Richard Braybroke † (1367-?)
- Philip † (?-1388? falleció)
- Milo Corry, O.F.M. † (9 de noviembre de 1389-?)
- Philip Nangill † (24 de noviembre de 1397-1422 falleció)
- David Prendergast, O.Cist. † (24 de septiembre de 1423-?)
- Cormac MacCoghlan † (10 de enero de 1425-1442 o 1444 falleció)
- John Odalay, O.F.M. † (18 de septiembre de 1444-?)
- Robert †
- William † (14 de julio de 1458-?)
- James † (1480-1486 falleció)
- John † (1486-? falleció)
- Walter Blake † (26 de marzo de 1487-mayo de 1508)
- Thomas O'Mulally † (1508-19 de junio de 1514 nombrado arzobispo de Tuam)
- Quintin O'Higgins, O.F.M. † (10 de noviembre de 1516-1538 falleció)
- Richard Hogan, O.F.M. † (16 de junio de 1539-1539 falleció)
- Florence Kirwan, O.F.M. † (5 de diciembre de 1539-circa 1554 falleció)
- Peter Wall, O.P. † (4 de mayo de 1556-1568 falleció)
  - Sede vacante (1568-1585)
- Alan Sullivan † (29 de julio de 1585-?)
  - Sede vacante (?-1647)
- Anthony MacGeoghegan, O.F.M.Obs. † (11 de marzo de 1647-16 abril de 1657 nombrado obispo de Meath)
  - Sede vacante (1657-1688)
- Gregor Fallon † (17 de marzo de 1688-?)
  - Sede vacante (?-1725)
- Stephen MacEgan, O.P. † (20 de septiembre de 1725-26 de septiembre de 1729 nombrado obispo de Meath)
  - Sede suprimida y unida a Ardagh